# ألون ريتشاردز
ألون ريتشاردز (بالإنجليزية: Alun Richards)‏ (27 أكتوبر 1929 - 2 يونيو 2004)؛ روائي بريطاني.